# بوزون عياري

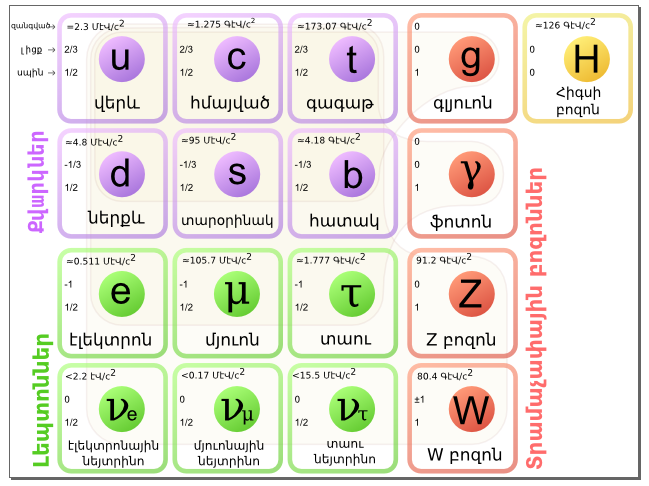

البوزونات العيارية أو البوزونات الأساسية أو الغَيجية gauge bosons هي جسيمات أولية تعمل كحامل للقوى الأساسية بين الجسيمات، مثل : بوزونات دبليو و زد بالنسبة للقوة الضعيفة، والغلوونات بالنسبة للتآثر القوي ، الفوتونات بالنسبة للقوة الكهرومغناطيسية ، والجرافيتون بالنسبة لقوة الجاذبية .